# Rafael Mendoza Chávez
Rafael Alonso Mendoza Chávez (Maracaibo, 8 de mayo de 1974) es un ingeniero, locutor, docente, profesional independiente de turismo, consultor y emprendedor venezolano. Profesional especializado en consultoría, desarrollo e implementación de soluciones gerenciales con aprovechamiento de las tecnologías de información y comunicación para empresas del sector privado y público. Es reconocido en el sector público por haber fundado las Bibliotecas Virtuales de Aragua, en el sector no gubernamental por haber fomentado el Venezuela Country Gateway, en el sector privado por ser cofundador de la Revista Sonrisita, en el network marketing por su labor en el desarrollo, fomento y promoción de distribuidores independientes asociados al turismo y en el sector académico por sus investigaciones en el aprovechamiento, empoderamiento y fomento de las Tecnologías de Información y Comunicación en la reducción de las asimetrías económicas, sociales y culturales. Reconocido por más de 29 organizaciones del sector público y privado, nacional e internacional.

## Formación
Es egresado como Ingeniero de Sistemas de la Universidad Bicentenaria de Aragua. Posee diplomado en Docencia Universitaria de la Universidad Nacional Abierta y Certificado de Locución de la Universidad Central de Venezuela. También tiene Especialización en Creación y Tutorización de Contenidos en Entornos Web de la Universidad de Granada, España, y Especialización en Derecho Informático y de las Telecomunicaciones de la Preston University, Wyoming, EE. UU. Máster en Administración de Empresas (MBA) de la Universidad Carlos III de Madrid, Universidad Autónoma de Barcelona y Universidad de Alicante, España. Doctor en Ciencias-Ciencias Gerenciales de la Universidad Nacional Experimental de la Fuerza Armada.

### Carrera
En el ámbito docente fue profesor ordinario, tiempo convencional, categoría Asistente del Área de Ingeniería en Informática de la Universidad Nacional Experimental de los Llanos Centrales Rómulo Gallegos y es subdirector Académico del Instituto Universitario de Tecnología Polycom. Ha sido profesor contratado y coordinador de las Maestrías de Gerencia en Gobierno Electrónico y Gerencia de Tecnologías de Información y Comunicación de la Universidad Nacional Experimental de la Fuerza Armada. Profesor invitado de la Universidad Central de Venezuela, Universidad de Carabobo, Universidad Pedagógica Experimental Libertador, Instituto de Estudios Superiores de Administración y Pontificia Universidad Católica de Chile. Su investigación alcanza artículos arbitrados, libros y un trabajo especial inédito sobre el gobierno electrónico e informática forense en Venezuela.
En el entorno laboral destaca su trabajo en el despacho del Gobernador del estado Aragua al frente de la Coordinación de Proyectos Teleinformáticos, posteriormente se unió al Fondo Apoyo Juvenil y Estudiantil (FAJES) en la Coordinación de Bibliotecas Virtuales, luego funda y preside la AC Bibliotecas Virtuales de Aragua, centro pionero en la democratización del acceso al conocimiento. Su trabajo fue reconocido en el año 2002 con el Premio a la Excelencia de Venezuela Competitiva.
También forma parte del equipo que desarrolla el Venezuela Country Gateway, programa no gubernamental para el fomento de las Tecnologías de Información y Comunicación en los ciudadanos, inicialmente como director y subsiguientemente presidiendo la AC Síntesis. 
Emprende junto con Patricia Noriega la revista Sonrisita, el primer medio de comunicación social dedicado a la vida social infantil en Venezuela. 
Desde el año 2012 ingresa a la industria del network marketing desde la empresa Vision Travel. Ese mismo año inicia operaciones como profesional independiente de turismo y viajes desde Agencia TatanTravel en la que continúa.
En la actualidad se desempeña como Socio Director en Evolution Media C.A. empresa consultora en gerencia, comunicación, publicidad y como Director Ejecutivo de la Máster Franquicia de Sonrisita.